# سالبادور دوبويس ليفا
سالبادور دوبويس ليفا (بالإسبانية: Salvador Dubois)‏ هو لاعب كرة قدم ومدرب كرة قدم نيكاراغوي في مركز حراسة المرمى، ولد في 16 أغسطس 1939 في La Libertad, Nicaragua ‏ في نيكاراغوا، وتوفي في 11 يوليو 2015 في ماناغوا في نيكاراغوا. شارك مع منتخب نيكاراغوا لكرة القدم. أما مع النوادي، فقد لعب مع نادي موتاجوا ‏.

## وصلات خارجية
- سالبادور دوبويس ليفا على موقع الاتحاد الدولي (مؤرشف)  (الإنجليزية)